# Citylife
Citylife (ситилайф, citylife.kz) (англ. City life — «городская жизнь») — Казахстанский Интернет-портал, созданный в форме торгово-развлекательного центра в Интернете.
Руководителем проекта является Байжан Канафин, возглавляющий Innovation Group, первоначальную поддержку проекту осуществлял акимат города Астана (столица Казахстана).
По состоянию на октябрь 2010 года, Citylife является второй по популярности массовой казахстанской блог-платформой (после Yvision.kz) и первой по популярности микроблог-платформой.
Каждый зарегистрированный пользователь получает возможность создать свой собственный блог и/или микроблог; изменять рейтинг пользователей, записей, комментариев, товаров, а также добавить свою компанию или товар (услугу) для обзора. Функция социальных сетей реализована через возможность добавления пользователей портала в друзья и их общения через чаты, блоги, комментарии.
Отдельно на портале есть возможность посмотреть афишу театра или кино и предстоящие события в своем городе Казахстана, и там же разместить свои события и пригласить на них друзей или просто других пользователей.
Дополнительно для общения между пользователями портала существуют десктоп-версии чата и микроблогинга, реализованные в виде кроссплатформенных приложений Adobe Air для Microsoft Windows NT, Mac OS X (PowerPC и Intel), Linux (только для 32-битных процессоров x86) и QNX.
Так же параллельно функционирует call-центр по городу Астана 30-30-30, где любой дозвонившийся может узнать об услугах или товарах, имеющихся на сайтах продавцов (пользователей, блогеров), или же узнать премьеры кино, предстоящие события в своем городе.

## История
История портала берет своё начало с веб-сайта www.tamak.kz. Он представлял собой ресторанно-гостиничный справочник города Астана.
В 2008 году было зарегистрировано новое доменное имя www.303030.kz и 29 сентября 2008 года была проведена пресс-конференция в информационном агентстве Казинформ об открытии одноимённого сайта и call-центра 30-30-30 в городе Астана. Веб-сайт был создан на трех языках: русском, казахском и английском.
Данный проект был реализован при поддержке акимата города Астана и нацелен на обеспечение необходимой информацией активной части молодежи и создание нового имиджа столицы Казахстана. Подобные интернет-порталы и call-центры планировалось в скором времени открыть в Алматы и в других крупных городах республики.
14 мая 2009 года было зарегистрировано новое доменное имя www.citylife.kz, и уже летом веб-сайт начал работу по новому адресу. Был произведен редизайн и добавлено много новых функций и сервисов.
8 ноября 2009 года в Астане состоялся розыгрыш от call-центра 303030 и портала Citylife «Счастливый номер», ставший финальным этапом акции компании «Innovation Group», в котором приняло участие больше 85 000 жителей города Астана. Победитель розыгрыша получил в подарок ноутбук.
В настоящее время посетители доменов www.tamak.kz, www.303030.kz перенаправляются через редирект (автоматическую переадресацию) на портал Citylife.

## Разделы портала

### Компании
Раздел Компании — это бизнес-каталог предприятий и компаний городов Казахстана. Регистрация компании и создание собственного сайта предоставляется бесплатно.
Особенностью данного каталога является то, что при регистрации компания создает отдельный сайт с интернет-магазином, которым можно самостоятельно управлять. Созданный компанией сайт интегрирован с порталом CityLife. Это означает, что при добавлении какой-либо информации к себе на сайт, (например, новости или товары и услуги), эта информация отображается в соответствующих разделах портала.

### Магазин
Магазин — раздел, позволяющий просмотреть все имеющиеся товары и услуги на портале, которые продают зарегистрировавшиеся компании (пользователи, блогеры). Есть возможность добавить частное объявление. Все товары и услуги доступны для общего поиска и поиска по категориям.

### Работа
Работа — раздел, в котором можно добавить своё резюме для поиска работы, либо же добавить вакансию. Сервис доступен для зарегистрировавшихся пользователей и компаний.

### Люди
Люди — раздел, в котором пользователи портала могут знакомиться и находить друг друга по различным критериям: по городу проживания, возрасту, полу, интересам и т. д. Можно создать несколько фотоальбомов в своем профиле и делиться фотографиями с другими блогерами.

### Блоги
В этом разделе существует возможность создавать свои блоги (персональные, корпоративные, либо блоги сообщества), микроблоги. Публикации в блогах можно комментировать, оценивать, добавлять в избранное другим пользователям. На CityLife люди, ведущие блог, имеют возможность заработать рейтинговые баллы себе в «карму». Чем выше «карма», тем больше возможностей открывается пользователю на CityLife.

### Афиша
Афиша — раздел, в котором можно увидеть все предстоящие события в выбранном городе Казахстана: премьеры фильмов и театральных событий, выставки, вечеринки, расписание спортивных соревнований. Также все зарегистрированные пользователи могут добавлять свои встречи и приглашать на них других блогеров. Все события можно комментировать, оценивать, а также просматривать фотоотчеты с мероприятий.

### Фото
Фото — раздел, в котором все блогеры могут размещать свои коллекции изображений и фото, в том числе портфолио дизайнерских работ. Изображения с этого раздела доступны во всех других разделах портала Citylife.

## Цифры и факты
Количество зарегистрированных пользователей портала на октябрь 2010 года насчитывает 2191 человек.
С 1 июня 2008 года:
| №  | Страна         | Посетителей |
| -- | -------------- | ----------- |
| 1  | Казахстан      | 628 020     |
| 2  | Россия         | 126 563     |
| 3  | Украина        | 8 741       |
| 4  | Германия       | 2 437       |
| 5  | Беларусь       | 1 791       |
| 6  | США            | 1 608       |
| 7  | Великобритания | 1 215       |
| 8  | Узбекистан     | 1 179       |
| 9  | Кыргызстан     | 981         |
| 10 | Китай          | 745         |